# Asa Fitch (Entomologe)

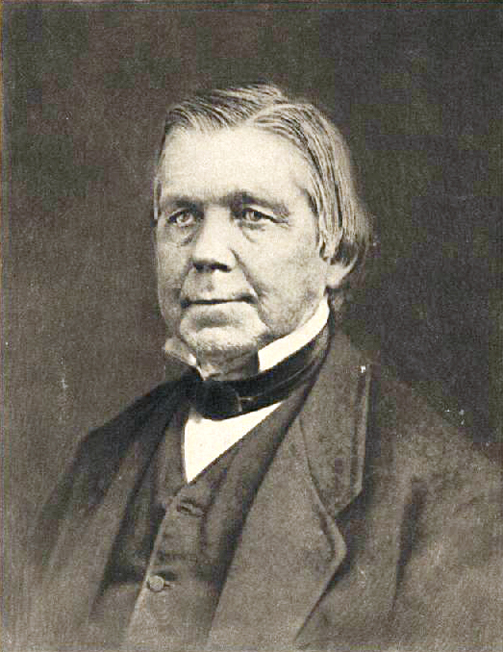
Asa Fitch

Asa Fitch (* 24. Februar 1809 in Salem, New York; † 8. April 1879 ebenda) war ein US-amerikanischer Naturhistoriker und Entomologe.

## Werdegang
Asa Fitch wurde ungefähr drei Jahre vor dem Ausbruch des Britisch-Amerikanischen Krieges in Salem geboren und wuchs dort auf. Er studierte sowohl Naturgeschichte als auch Medizin an dem neu gegründeten Rensselaer Polytechnic Institute, wo er 1827 seinen Abschluss machte. 1838 entschied er sich Agrarwirtschaft und Entomologie zu studieren. Im selben Jahr begann er damit, Insekten in New York zu sammeln und zu studieren. 1854 wurde er der erste sachkundige Entomologe der  New York State Agricultural Society im Bundesstaat New York und dadurch gleichzeitig in den Vereinigten Staaten.
Seine umfangreichen Studien von vielen Insekten halfen Wissenschaftlern einige der Fragestellungen bezüglich Ernteschäden durch Insekten zu lösen. Viele seiner Notizbücher sind nun im Besitz der Smithsonian Institution. Fitch entdeckte 1856 die Nagetier-Dasselfliege Cuterebra emasculator. Er verstarb am 8. April 1879 in Salem.

## Werke (Auswahl)
- First and second report on the noxious, beneficial and other insects, of the state of New York. Albany 1856 (biodiversity heritage library)